# Wital Schtscherba
Wital Schtscherba (belarussisch Віталь Венядзіктавіч Шчэрба; russisch Виталий Венедиктович Щербо ‚Witali Wenediktowitsch Schtscherbo‘; in der deutschsprachigen Presse als Witali Scherbo bezeichnet; * 13. Januar 1972 in Minsk, Sowjetunion) ist ein ehemaliger belarussischer Kunstturner.

## Sportliche Erfolge
Schtscherba nahm an den Olympischen Spielen in Barcelona (1992) und in Atlanta (1996) teil. Insgesamt gewann er bei Olympia sechsmal Gold und viermal Bronze (10 Medaillen). Damit ist er in der ewigen Bestenliste auf Platz 22 (Stand 2012) und der erfolgreichste Sportler bei den Olympischen Spielen in Barcelona. Neben den olympischen Erfolgen wurde er achtmal Europameister und zehnmal Weltmeister. 1992 wurde er zu Europas Sportler des Jahres gewählt. 2009 wurde Wital Schtscherba in die International Gymnastics Hall of Fame aufgenommen.

### Olympische Erfolge
| 1992 - Gold Zwölfkampf - Gold Mannschaft - Gold Sprung - Gold Barren - Gold Seitpferd - Gold Ringe | 1996 - Bronze Mehrkampf - Bronze Sprung - Bronze Barren - Bronze Reck |

| - 1992 Ringe - 1993 Mehrkampf - 1993 Sprung - 1993 Barren - 1994 Boden - 1994 Sprung - 1994 Reck - 1995 Boden - 1995 Barren - 1996 Boden | - 1990 Sprung - 1990 Reck - 1990 Boden - 1992 Sprung - 1992 Boden - 1994 Sprung - 1996 Sprung - 1996 Boden |

## Sonstiges
Im Oktober 2017 machte die ukrainische Turnerin Tetjana Huzu öffentlich, dass sie 1991 im Alter von 15 Jahren von Schtscherba vergewaltigt worden sein soll.